# Cementiri de les Borges del Camp
El Cementiri de Les Borges del Camp és una edificació del municipi de les Borges del Camp (Baix Camp) protegida com a bé cultural d'interès local.
El recinte és una espai rectangular, tancat per un mur que a la cara interna té nínxols. A l'interior hi ha un panteó familiar en una cantonada del recinte i, en l'espai central, algunes tombes en superfície. També hi ha un pou. L'espai s'estructura amb un eix central longitudinal marcat per una doble filera d'arbres: xiprers i cedres. A l'entrada destaquen dos eucaliptus.
La porta d'entrada és d'arc de mig punt i dona pas a un porxo cobert a dues aigües, i, a continuació, hi ha una porta rectangular que dona accés al recinte. Va ser inaugurat el 3 de febrer de 1882.